# Tarfu Lake
Tarfu Lake är en sjö i Kanada.   Den ligger i territoriet Yukon, i den västra delen av landet, 4 100 km väster om huvudstaden Ottawa. Tarfu Lake ligger 766 meter över havet.
I omgivningarna runt Tarfu Lake växer i huvudsak barrskog. Trakten runt Tarfu Lake är nära nog obefolkad, med mindre än två invånare per kvadratkilometer.